# Stosunki polsko-żydowskie w czasie drugiej wojny światowej (esej)
Stosunki polsko-żydowskie w czasie drugiej wojny światowej. Uwagi i spostrzeżenia – esej historyczny autorstwa Emanuela Ringelbluma, napisany w ukryciu pod koniec 1943 roku. Stanowi próbę opisu i oceny relacji polsko-żydowskich w okresie II wojny światowej, a w szczególności postawy Polaków wobec Holokaustu.

## Okoliczności powstania eseju

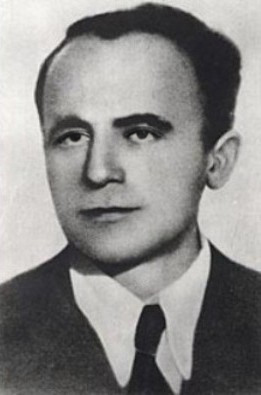
Emanuel Ringelblum

W okresie międzywojennym Emanuel Ringelblum należał do grona najbardziej cenionych historyków żydowskich średniego pokolenia. Jednym z zagadnień badawczych cieszących się jego szczególnym zainteresowaniem były stosunki polsko-żydowskie. Po utworzeniu przez okupantów niemieckich zamkniętej dzielnicy żydowskiej w Warszawie (listopad 1940), Ringelblum wraz z rodziną został uwięziony w getcie. Tam zebrał wokół siebie grupę kilkudziesięciu żydowskich pisarzy, nauczycieli, naukowców i działaczy społecznych, przy pomocy których powołał do życia konspiracyjny ośrodek badawczy, znany pod kryptonimem „Oneg Szabat” (pol. „Radość soboty”). Celem organizacji było badanie i dokumentowanie życia Żydów w okupowanej Polsce.
„Oneg Szabat” podjął również próbę zbadania relacji polsko-żydowskich w czasie niemieckiej okupacji. Jesienią 1941 roku Ringelblum opracował szczegółowe tezy do monografii poświęconej temu zagadnieniu. Głównym zadaniem autorów miało być znalezienie odpowiedzi na dwa pytania: co wiedzieli Polacy na temat antysemickiej polityki okupanta oraz jaki mieli do niej stosunek. W pięciu rozdziałach planowanej monografii zamierzano poddać analizie m.in. poglądy i postawy prezentowane przez polską ludność, stronnictwa polityczne oraz instytucje oficjalne, a także zbadać stosunek granatowej policji i urzędników stołecznego magistratu do zamkniętych w warszawskim getcie Żydów. „Oneg Szabat” nie zdołał jednak sfinalizować prac nad tym projektem. Wiosną 1942 organizacja uzyskała bowiem informacje o rozpoczęciu przez Niemców masowej eksterminacji ludności żydowskiej, co całkowicie zmieniło jej priorytety badawcze. Głównym celem „Oneg Szabat” stało się odtąd dokumentowanie Holokaustu i informowanie świata o dokonywanym przez Niemców ludobójstwie.
Pod koniec lutego 1943 roku Ringelblum wraz żoną i synem opuścił getto. Od jesieni 1943 roku rodzina przebywała stale w podziemnym schronie na warszawskiej Ochocie, znajdującym się na posesji polskiego ogrodnika Mieczysława Wolskiego (tzw. bunkier „Krysia” przy ul. Grójeckiej 81). W tym okresie Ringelblum przystąpił do spisywania swoich obserwacji i przemyśleń na temat stosunków polsko-żydowskich w czasie II wojny światowej, w szczególności postawy Polaków wobec zagłady Żydów. Pisząc w ukryciu, w stałej obawie przed wykryciem, nie posiadał dostępu do bibliotek, archiwów naukowych oraz szeregu istotnych dokumentów (zwłaszcza polskich i niemieckich). Nie mógł także korzystać z materiałów zebranych przez „Oneg Szabat”, gdyż zostały one ukryte przez członków organizacji jeszcze przed wybuchem powstania w getcie warszawskim. Z tego względu podczas prac nad esejem Ringelblum bazował przede wszystkim na własnych doświadczeniach, zapamiętanych obserwacjach i wnioskach ze wcześniejszych prac „Oneg Szabat”, relacjach innych Żydów oraz artykułach z prasy konspiracyjnej. Ponadto pozostawał w kontakcie z Adolfem Bermanem i innymi członkami żydowskiego ruchu oporu, którzy prawdopodobnie dzielili się z nim swoimi doświadczeniami ze współpracy z Armią Krajową i Delegaturą Rządu na Kraj, a także informowali o działaniach podejmowanych przez Radę Pomocy Żydom „Żegota”. Autor zaznaczył zresztą we wstępie do eseju, że zawarte w tekście oceny nie odzwierciedlają wyłącznie jego prywatnych poglądów, lecz stanowią „wyraz opinii panującej w pewnych postępowych kołach spośród garstki ocalałych z pogromu całego narodu”.
Ringelblum zdawał sobie sprawę, że z racji skąpej bazy źródłowej jego esej nie spełnia wymogów monografii naukowej. Z tego powodu zaznaczył we wstępie: „Materiał do tej pracy jest jeszcze bardzo świeży, nie dojrzał do obiektywnego sądu historyka. Brak wielu materiałów oficjalnych, prasowych itd., którymi trzeba będzie uzupełnić tę pracę po wojnie”. W innym miejscu podkreślił, iż „Po wojnie, gdy dostępne będą źródła archiwalne, gdy będzie można sporządzić bilans tego, co pozostało po 3,5 milionach Żydów polskich, będzie można wszechstronnie oświetlić stosunki polsko-żydowskie. Nasze uwagi na ten temat są dokumentem chwili”.
Stosunki polsko-żydowskie w czasie drugiej wojny światowej były jedną z ostatnich prac Ringelbluma. Autor przekazał rękopis eseju Adolfowi Bermanowi. Niedługo później, w marcu 1944, bunkier „Krysia” został wykryty przez Gestapo, a rodzinę Ringelblumów wraz z kilkudziesięcioma ukrywającymi się tam Żydami oraz ich polskimi opiekunami rozstrzelano w ruinach getta warszawskiego.

## Treść

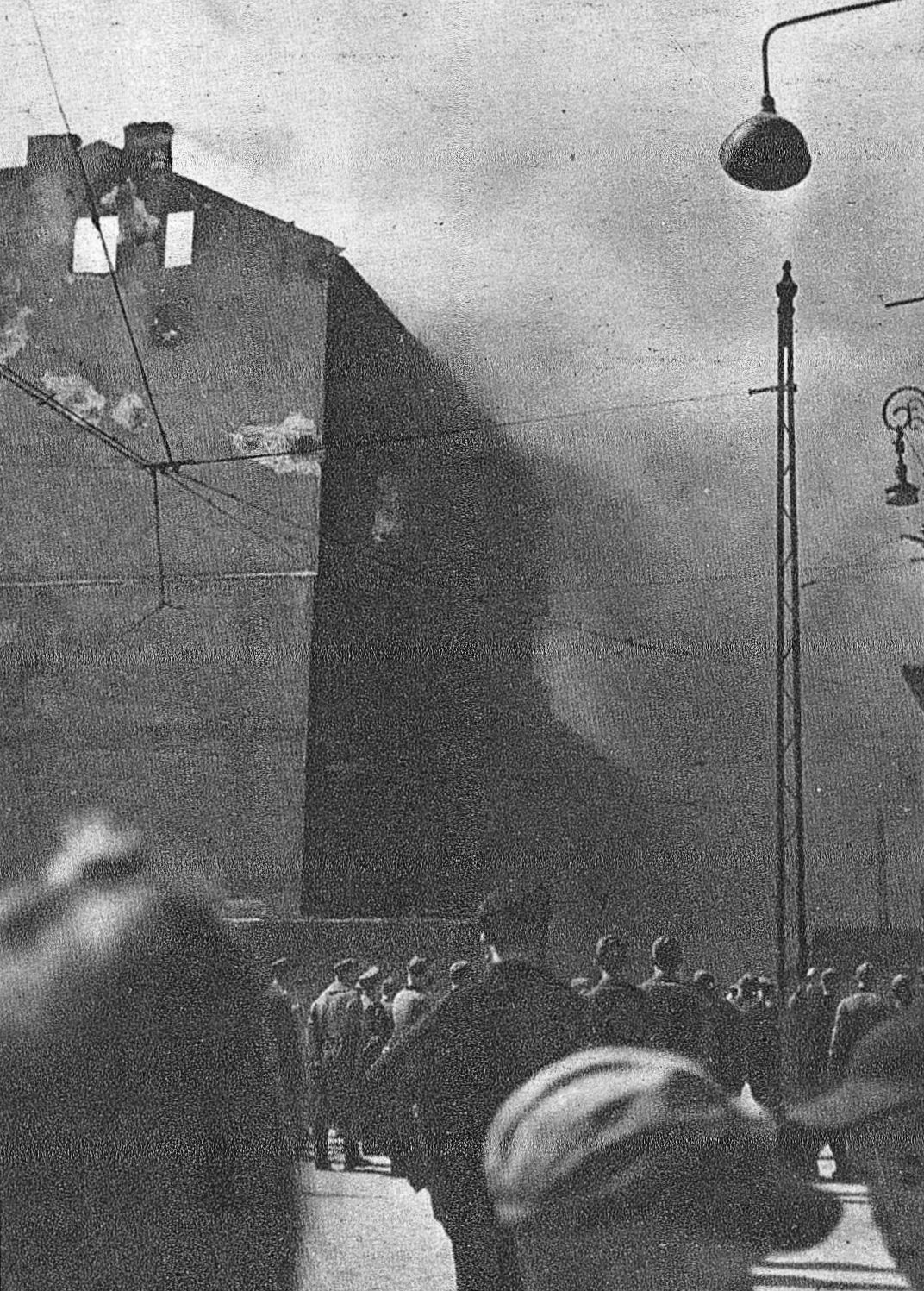
Powstanie w getcie warszawskim. Mieszkańcy Warszawy patrzący na płonące getto

Na rękopis Stosunków polsko-żydowskich... składały się trzy zeszyty o łącznej objętości 217 stron. Esej został napisany w języku polskim. Chronologicznie obejmuje okres od końca lat 30. do jesieni 1943 roku. Składa się z jedenastu rozdziałów, zatytułowanych kolejno: „Stosunki polsko-żydowskie przed wojną”, „Wrzesień 1939”, „Po nadejściu Niemców”, „Zagadnienia gospodarcze polsko-żydowskie”, „Po zamknięciu getta”, „Po aryjskiej stronie”, „Dzieci żydowskie po aryjskiej stronie”, „Kary za ukrywanie Żydów”, „Akcja przesiedleńcza w Warszawie a stosunek ludności polskiej”, „Warstwy, partie, rząd a Żydzi”, „Idealiści”.
Ringelblum generalnie negatywnie oceniał zachowanie Polaków w obliczu dokonywanej na ich oczach zagłady Żydów. Uważał, że „Polska nie stała w dziedzinie ratowania Żydów na tym samym stopniu co zachodnia Europa”. Jego zdaniem taki stan rzeczy wynikał w dużej mierze z rozpowszechnionego w przedwojennej Polsce antysemityzmu – podsycanego przez środowiska endeckie oraz tolerowanego przez rządzącą sanację. W swoim eseju poświęcił wiele miejsca problemowi szmalcownictwa, szantażu oraz denuncjacji żydowskich uciekinierów w zamian za korzyści materialne. Opisał przypadki zagarniania przez Polaków majątku należącego do wywłaszczonych i mordowanych Żydów. Opisał także „pogrom wielkanocny” z marca 1940 roku, urządzony z niemieckiej inspiracji przez polski margines społeczny. Cytował zasłyszane wypowiedzi mieszkańców Warszawy, świadczące o zadowoleniu z dokonywanego przez Niemców „ostatecznego rozwiązania kwestii żydowskiej”. Potępił w szczególności działalność polskiej granatowej policji, na której ciążyła jego zdaniem odpowiedzialność za śmierć „setek tysięcy Żydów polskich złapanych przy jej współudziale i zapędzanych do wagonów śmierci”.
Ringelblum krytycznie oceniał również postawę polskiego ruchu oporu. Jego zdaniem Polskie Państwo Podziemne nie zwalczało odpowiednio energicznie szmalcownictwa i donosicielstwa, nie przeciwdziałało nastrojom antysemickim, a także nie udzieliło powstańcom getta warszawskiego wystarczającej pomocy militarnej. Oceniał, że pod pozorem zarządzonej przez dowództwo AK walki z pospolitym bandytyzmem często likwidowano żydowskich uciekinierów z gett, którzy aby utrzymać się przy życiu rabowali żywność w polskich wsiach. Oskarżał także Kościół katolicki o obojętność wobec zagłady Żydów.
Ringelblum nie ograniczył się jednak wyłącznie do opisywania zjawisk negatywnych. W swym eseju starał się zaznaczyć, że w czasie wojny społeczeństwo polskie nie stanowiło monolitu, a postawy haniebne sąsiadowały z postawami bohaterskimi. Wiele stron eseju jest poświęconych Polakom ratującym Żydów (w tym rodzinie Wolskich, na której posesji znajdowała się kryjówka Ringelbluma). Autor podkreślał, że w okupowanej Polsce za jakąkolwiek pomoc Żydom groziła kara śmierci, a strach przed niemieckimi represjami był obok postaw antysemickich podstawowym czynnikiem utrudniającym działania ratunkowe. Opisał rozmaite niebezpieczeństwa, z którymi musieli liczyć się Polacy ukrywający Żydów. Zaznaczył, że w przeciwieństwie do wielu innych państw Europy w Polsce nie było mowy o oficjalnej kolaboracji. Wspomniał także o działalności Rady Pomocy Żydom „Żegota”, oceniając jednak, że ze względu na brak odpowiednich funduszy nie spełniła pokładanych w niej nadziei. Wskazywał, że antysemickie nastroje w polskim społeczeństwie wzrosły pod wpływem informacji nadchodzących z terenów pod okupacją ZSRR. Twierdzenia o masowej kolaboracji Żydów z NKWD uznawał jednak za znacznie przesadzone.

## Wydania powojenne
Po zakończeniu wojny Adolf Berman przekazał rękopis eseju Żydowskiemu Instytutowi Historycznemu w Warszawie. W latach 1958–1959 esej został opublikowany w języku polskim na łamach „Biuletynów ŻIH”, a kilka lat później w tym samym periodyku pojawiło się jego tłumaczenie na jidysz. Stosunki polsko-żydowskie… zostały także przetłumaczone i wydane w językach niemieckim i angielskim. Polskie wydanie w formie książkowej ukazało się w 1988 roku (wyd. Czytelnik).

## Ocena historyków
W bogatej literaturze historycznej dotyczącej Holokaustu esej Ringelbluma reprezentuje ten nurt, który stoi na stanowisku, iż większość polskiego społeczeństwa była zadowolona z dokonywanego przez III Rzeszę „ostatecznego rozwiązania kwestii żydowskiej”, a wielu Polaków było gotowych pomagać Niemcom poprzez denuncjowanie i wydawanie Żydów.
Duży wpływ na oceny formułowane przez Ringelbluma miał bez wątpienia fakt, iż Stosunki polsko-żydowskie… powstawały w bardzo specyficznej atmosferze i okolicznościach. Ringelblum starał się zachować obiektywizm, lecz kilkakrotnie na kartach eseju dał upust swoim emocjom i udręce związanej z rozgrywającą się na jego oczach zagładą narodu żydowskiego. Niemniej zdaniem amerykańskiego historyka Samuela D. Kassowa „większość, choć nie wszystkie, ważniejsze tezy i twierdzenia Ringelbluma nadzwyczaj dobrze wytrzymały próbę czasu”. Artur Eisenbach podkreślał, że „Esej Ringelbluma jest nader cennym dokumentem historycznym, a ponadto ma charakter solidnego studium naukowego. Zawiera nie tylko bezpośrednie obserwacje, ale także wnikliwą ocenę postaw i zachowań osób oraz różnych grup społeczeństwa polskiego”. Z kolei Władysław Bartoszewski i Zofia Lewinówna oceniali, że Stosunki polsko-żydowskie… zawierają wiele cennego materiału jednak fakt, iż autor pracował w sytuacji całkowitego odcięcia od reszty polskiego społeczeństwa (najpierw w getcie, później w podziemnej kryjówce) spowodował „pewne skrzywienie perspektywy” – w szczególności w odniesieniu do oceny warunków panujących „po aryjskiej stronie” i realnych możliwości niesienia pomocy Żydom przez ludność polską. Teresa Prekerowa wskazywała, że Ringelblum pisząc esej miał bardzo ograniczony dostęp do źródeł, stąd Stosunki polsko-żydowskie… stanowiły w jej ocenie „raczej bardzo cenny materiał do zamierzonej publikacji, niż zwartą, wyważoną w ocenach całość”. Wartość historyczną pracy Ringelbluma całkowicie neguje natomiast Piotr Gontarczyk, oceniając, że esej „w ogromnej mierze składa się z niezweryfikowanych i nieprawdziwych informacji” .
Nie wszystkie tezy Ringelbluma zostały potwierdzone w powojennych badaniach historycznych. Ringelblum prawdopodobnie nie wiedział o niektórych działaniach podejmowanych przez Rząd RP na uchodźstwie i Polskie Państwo Podziemne – np. o raportach Jana Karskiego. Samuel D. Kassow zwracał uwagę, że późniejsze badania nie potwierdziły tezy Ringelbluma, iż Polska nie stała w dziedzinie ratowania Żydów na tym samym poziomie co zachodnia Europa. Jego zdaniem Ringelblum przecenił także wpływ przedwojennych nastrojów antysemickich na postawę Polaków wobec Holokaustu.